# Corydoras burgessi
Corydoras burgessi Axelrod, 1987 è un pesce d'acqua dolce appartenente alla famiglia Callichthyidae.

## Distribuzione e habitat
Proviene dagli affluenti del Rio Negro nel nord del Brasile (Rio Unini).

## Descrizione
Presenta un corpo compresso sui lati che raggiunge una lunghezza massima di 4,8 cm; le femmine sono mediamente più grandi dei maschi. La colorazione è rosata con due macchie nere, una alla base della pinna dorsale e una che passa dall'occhio, sulla testa. Tra queste due macchie è presente un'area giallastra.
Può essere confuso con Corydoras adolfoi.

## Biologia

### Comportamento
Spesso forma piccoli gruppi.

### Alimentazione
È onnivoro.

## Acquariofilia
Può essere allevato in acquario, è una specie pacifica.